# Červeňany
Červeňany (węg. Veres) – wieś (obec) na Słowacji położona w kraju bańskobystrzyckim, w powiecie Veľký Krtíš. Pierwsze wzmianki o miejscowości pochodzą z 1345 roku.
Według danych z dnia 31 grudnia 2012 roku, wieś zamieszkiwały 44 osoby, w tym 29 kobiet i 15 mężczyzn.
W 2001 roku pod względem narodowości i przynależności etnicznej 65,52% mieszkańców stanowili Słowacy, a 10,34% Romowie.
Ze względu na wyznawaną religię struktura mieszkańców kształtowała się w 2001 roku następująco:
- Katolicy rzymscy – 44,83%
- Grekokatolicy – 3,45%
- Ewangelicy – 27,59%
- Ateiści – 6,9%
- Nie podano – 17,24%